# 真咲麻衣
真咲 麻衣（まさき まい、1978年2月15日 - ）は、日本の元お菓子系アイドル、AV女優。
1997年頃に『クリーム』等のお菓子系雑誌で、水着・下着系のグラビアモデルとして活動。その後、ヌードグラビアを経て、AVデビュー。清楚なルックスとは裏腹に、ソフトではあるがSMビデオにも出演した。
なお、『クリーム』には真崎麻衣という名前で掲載されたこともあるが、レースクイーンの真崎麻衣とは別人である。

## 出演作品

### アダルトビデオ
- 噂のお姉さん（1997年7月26日、TANK）
- コスチュームDOLL 私を汚して!（1997年9月26日、ギャング）
- 桃色の罪（1997年、大洋図書）
- 写縛6 真咲麻衣（1998年1月16日）
- 放課後の天使たち9（1998年2月27日、シネマジック）他5名出演
- 女校生緊縛授業 4（1998年3月20日、シネマジック）
- 雪村春樹MANIAC Vol.7 上巻 柔肌の性癖 （1998年、サンセットカラー）
- 雪村春樹MANIAC Vol.7 下巻 吊の煉獄（1998年、サンセットカラー）
- 縄調教3 麻衣 雪村春樹SM大全
- 女校生愛奴図鑑（1998年9月4日、シネマジック）他出演:高橋えりか、香坂ゆりえ
- 屈辱の花嫁たち2（1998年9月4日、シネマジック）他出演:田崎由希、水島千影、椎野みずき

### 写真集
- ナチュラリズム （1997年12月 ぶんか社）